# Becsület napja

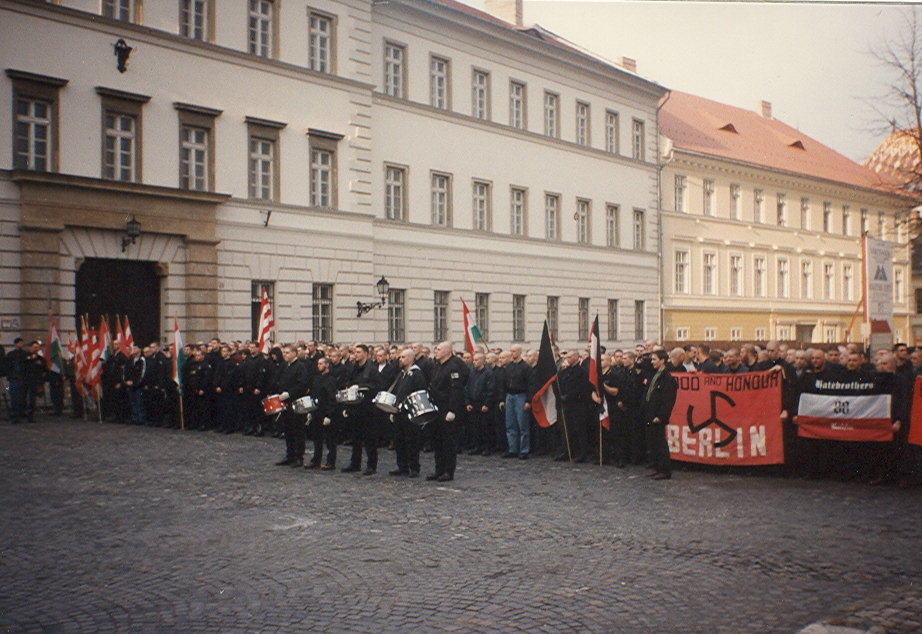
Az 1998-as megemlékezés

A becsület napja (németül Tag der Ehre) a német és magyar alakulatok 1945. február 11-én este Budáról indult kitörési kísérletére történő megemlékezés, egyben a magyarországi szélsőjobboldal egyik legnagyobb éves eseménye.

## Történelme
Az első megemlékezést, mely akkor még felvonulás volt a Clark Ádám térről a Budai Várba a Győrkös István vezette Magyar Nemzeti Arcvonal rendezte meg 1997. február 11-én. 1998-ban és 1999-ben a rendezvényt a Kapisztrán téren tartották, a várban, továbbra is a Magyar Nemzeti Arcvonal szervezésében, Győrkös vezetésével. Az 1999-es megemlékezést követő, az angyalföldi Viking Klubban megrendezett koncertsorozat közben rohamrendőrök lepték el a szórakozóhelyet és igazoltatni kezdték az ott tartózkodókat. Ebből kis idő múlva nézeteltérés, majd verekedés alakult ki, aminek hatására a rendőrök ideiglenesen visszavonultak, míg további rohamrendőrök nem érkeztek a helyszínre. Megérkezésük után több személyt is őrizetbe vettek, valamint az időközben a helyszínt elhagyó bőrfejűeket is megpróbálták begyűjteni a környező utcákból. Végül gyorsított eljárásban még a hónap végén hat résztvevőt ítéltek nyolc hónap, két évre felfüggesztett szabadságvesztésre, illetve a Viking Klub rendezvényének szervezőit is perbe fogták közösség elleni izgatás vádjával. Utóbbiakat Grespik László védte a bíróságon. Az incidenst követően az Orbán-kormány alatt nem volt több becsületnapi megemlékezés.
A következő megemlékezést már a 2005-ben betiltott és feloszlatott Vér és Becsület Kulturális Egyesület (VBKE) rendezte meg 2003. február 11-én, a Kossuth téren. A becsület napját azóta a Hősök terén, évről évre növekvő számú résztvevővel, de minden évben megtartják, amihez 2005-től kezdve az 1945-ös budai kitörési kísérlet pontos útvonalán haladva és időben is azonosan indulva emléktúrát is szerveznek.
A rendezvény résztvevői többnyire különböző európai országokból érkezett jobboldali, szélsőjobboldali , illetve az ezen nézetekkel szimpatizáló második világháborús veteránok, vagy azok leszármazottai. Többségében magyarok, de előfordulnak köztük németek, britek, hollandok, csehek, horvátok és bolgárok is. Az elmúlt években állandó vendég lett a Német Nemzeti Demokrata Párt, melynek valamely tagja rendre beszédet is mond az esemény kapcsán.
A rendezvény szervezői a Vér és Becsület Kulturális Egyesület (VBKE) feloszlatása után a Hazáért Egység Mozgalom (HEM) elnevezésű tömörülésben részt vevő szervezetek lettek; a Pax Hungarica Mozgalom, a Véres Kard és a Hungaria Skins. Az ernyőszervezet később átalakult, tagsága is változott, illetve időközben felvette az NS Front (Nemzetiszocialista Front) nevet.
A becsület napja megemlékezéssorozat része a Kitörés 60 elnevezésű emlék- és teljesítménytúra. A „Börzsöny Akciócsoport” által szervezett eseményen a résztvevők a kitörés órájában elindulva, éjszaka, a hegyeken át végigmennek azon a 60 kilométeres úton, amelyet a katonák tettek meg, hogy elérjék a német-magyar vonalakat.
2012-ben a Magyar Nemzeti Arcvonal hivatalosan közölte, hogy nem rendez központi megemlékezést. Helyettük a Pax Hungarica Mozgalom és a Nemzeti Forradalmi Párt szervezte az eseményt, amelyen rajtuk kívül magyar részről az NS Front, a Hatvannégy Vármegye Ifjúsági Mozgalom és a Betyársereg vett részt.
Az elmúlt években szélsőjobboldali megemlékezések alkalmával önkényuralmi jelképek, például horogkeresztek és nyilaskeresztek is megjelentek.
Az eseményt több évben a rendőrség betiltotta mivel  a “szélsőséges nézeteket valló csoportok részvétele, és a beszédek, zenék, meg általánosságban a rendezvény alkalmas másokban félelemkeltésre, riadalom okozására".
Ezen felül más radikális csoportok tagjai is megjelennek Budapesten ilyenkor, és magyar valamint külföldi antifasiszta (antifa) hívek is részt vesznek demonstrációkon a város érintett területein, tiltakozva a szélsőjobboldali ideológiák ellen.
A két csoport gyakran fizikai konfliktusba is kerül egymással.
2023-ban egy körülbelül 15 fős antifa-szimpatizáns csoport erőszakos cselekményeket hajtott végre különböző helyszíneken Budapesten, mivel a célpontjai "jobboldali beállítottságúnak tűnhettek". Az erőszakot elkövetők feltételezhetően Németországból érkeztek az ellentüntetésre.
Ugyanebben az évben szélsőjobboldali csoportok, mint például a Betyársereg, hasonló támadásokat hajtottak végre emberek ellen, akikről azt hitték, hogy antifások, még akkor is, ha azok között voltak, akik nem is tudták, hogy aznap a Becsület napja miatt tüntetnek.